# Điện trở kéo lên
Điện trở kéo lên là một điện trở được dùng khi thiết kế các mạch điện tử logic. Nó có một đầu được nối với nguồn điện áp dương (thường là Vcc hoặc Vdd) và đầu còn lại được nối với tín hiệu lối vào hoặc ra của một mạch logic chức năng.
Điện trở kéo lên có thể được lắp đặt tại các lối vào của các khối mạch logic để thiết lập mức logic lối vào của khối mạch khi không có thiết bị ngoài nối với lối vào. Điện trở kéo lên cũng có thể được lắp đặt tại các giao diện giữa hai khối mạch logic không cùng loại logic, đặc biệt là khi hai khối mạch này được cấp nguồn khác nhau. Ngoài ra, điện trở kéo lên còn được lắp đặt tại lối ra của khối mạch khi lối ra không thể nối nguồn để tạo dòng, ví dụ các linh kiện logic TTL có cực góp hở.
Đối với họ logic lưỡng cực với nguồn nuôi 5 Vdc thì giá trị của điện trở kéo lên thường nằm trong khoảng 1000 đến 5000 Ôm, tùy theo yêu cầu cấp dòng trên toàn giải hoạt động của mạch. Với logic CMOS và logic MOS chúng ta có thể sử dụng các điện trở có giá trị lớn hơn nhiều, thường từ vài ngàn đến một triệu Ôm do dòng rò rỉ cần thiết ở lối vào là rất nhỏ.